# Mike Katz
Mike Katz (14 novembre 1944) è un culturista statunitense degli anni Settanta, molto noto per la sua apparizione nel film docu-fiction Pumping iron (girato nel 1975 ma edito solo nel 1977) con Arnold Schwarzenegger.

## Gare
- 1970, IFBB, Mister America
- 1970, AAU, Mister East Coast
- 1971, IFBB, Mister Mondo
- 1972, IFBB, Mister Universo

Da ricordare anche il 4º posto al Mister Universo, svoltosi nel 1975 a Pretoria, in Sudafrica.